# Pokol v Damourju
Pokol v Damourju se je zgodil 20. januarja 1976, torej ob začetku libanonske državljanske vojne, v pretežno maronitskem libanonskem obmorskem mestu Damour med Bejrutom in Sidonom. Različni viri navajajo med 25 in 582 civilnih žrtev, najverjetnejša številka znaša okoli 330.
Pokol se je zgodil kot odgovor na pokol v Karantini dva dni pred tem, ko so maronitski falangisti pobili okoli tisoč palestinskih beguncev v tem begunskem taborišču na obrobju Bejruta.
Pokol so izvedli Ljudska fronta za osvoboditev Palestine (PFLP), Demokratična fronta za osvoboditev Palestine, Fatah, Palestinska osvobodilna armada (PLA) (pravzaprav njena brigada Ajn Džalut, ki so jo poslali iz Egipta), iraška brigada Kadisija ter posamezniki iz Sirije, Jordanije in japonski komandosi, ki so se usposabljali v Libanonu. Palestinci so najprej obkolili mesto, nato vdrli vanj in pričeli sistematično uničevati zgradbe. Razdejali so krščansko pokopališče, izkopali krste, odprli grobnice in razmetali posmrtne ostanke. Cerkev so zažgali in njen zunanji zid poslikali s podobami Fatahovih gverilcev ter portretom Jaserja Arafata. Po drugih virih so cerkev uporabljali kot avtomehanično delavnico ter za vadbo streljanja. Zatem so se znesli še nad prebivalci, ki jim ni uspelo pobegniti po morju. Najprej so usmrtili 20 falangistov, nato pa so še preostale postavili pred zid in jih postrelili z avtomatskim ognjem.
Želja po maščevanju teh dogodkov je bila eden izmed motivov za pokol v Sabri in Šatili 6 let kasneje.